# 九龍巴士15B線
九龍巴士15B線是香港九龍一條已停駛的巴士路線，來往觀塘碼頭及藍田（北）。

## 歷史
- 1968年4月6日：本線投入服務，來往觀塘碼頭至咸田，以觀塘為分段收費。
- 1970年7月1日：九巴取消所有市區及荃灣路線的分段收費。
- 1971年9月：15B線的咸田總站改名為藍田。
- 1992年1月12日：本線取消服務，受影響乘客可改乘15A線。

## 行車資料

### 行車路線
- 觀塘碼頭開途經：偉業街，敬業街，成業街，開源道，觀塘道，鯉魚門道，啟田道，德田街，安田街。

- 藍田開途經：德田街，啟田道，鯉魚門道，觀塘道，開源道，觀塘碼頭通道。

## 用車
末年以丹尼士喝采巴士（N）作為主力，用車包括N192／CM466及N193／CM469。